# Hartselle
Hartselle is een plaats (city) in de Amerikaanse staat Alabama, en valt bestuurlijk gezien onder Morgan County.

## Demografie
Bij de volkstelling in 2000 werd het aantal inwoners vastgesteld op 12.019.
In 2006 is het aantal inwoners door het United States Census Bureau geschat op 13.479, een stijging van 1460 (12,1%).

## Geografie
Volgens het United States Census Bureau beslaat de plaats een oppervlakte van
38,5 km², geheel bestaande uit land. Hartselle ligt op ongeveer 212 m boven zeeniveau.

## Plaatsen in de nabije omgeving
De onderstaande figuur toont de plaatsen in een straal van 24 km rond Hartselle.